# John F. Potter
John Fox Potter apodado "Bowie Knife Potter" (Augusta, 11 de mayo de 1817 - East Troy, 18 de mayo de 1899) fue un político, abogado y juez estadounidense. Sirvió en la Asamblea del Estado de Wisconsin y en la Cámara de Representantes de Estados Unidos.

## Primeros años
Potter, nacido en Augusta, Massachusetts (hoy Maine) asistió a escuelas comunes y a la Academia Phillips Exeter. Su padre George Fox (1791–1864) y sus hermanas solteras se mudarían a Wisconsin y cultivarían junto a los Potter.

## Carrera profesional
Admitido en el colegio de abogados de Wisconsin en 1837, Potter comenzó su práctica legal en East Troy. Se desempeñó como juez en el Condado de Walworth desde 1842 hasta 1846.
Miembro del Partido Whig, Potter fue elegido miembro de la Asamblea del Estado de Wisconsin y sirvió un término (1856–1857). Fue delegado de la Convención Nacional Whig de 1852 y de la Convención Nacional Whig de 1856. Con la desaparición del partido Whig, Potter se convirtió en republicano y se convirtió en delegado de la Convención Nacional Republicana en 1860 y 1864.

### Miembro del Congreso
Los votantes de Wisconsin eligieron a Potter para la Cámara de Representantes de los Estados Unidos en 1856 y ganó la reelección dos veces. Por lo tanto, Potter sirvió en los Congresos del 35 al 37 (1857 a 1863). Potter recibió su apodo en 1860, como resultado de un duelo abortado con el congresista de Virginia Roger A. Pryor después de las declaraciones del congresista de Illinois (y abolicionista) Owen Lovejoy sobre el asesinato en 1837 de su hermano Elijah Lovejoy. Pryor había editado los comentarios de seguimiento de Potter para eliminar una mención del Partido Republicano, a lo que Potter se había opuesto, luego Pryor desafió a Potter a un duelo, pero sus segundos se opusieron cuando Potter eligió cuchillos bowie (Bowie Knife) como arma potencial, denunciando su selección de arma como "vulgar, bárbaro e inhumano". El incidente recibió una prensa considerable, y los amigos de Potter después lo acompañaban a menudo cuando estaba en las calles de Washington, para que no volviera a ser abordado para poner a prueba su temple. Potter se desempeñó como presidente del Comité de Pensiones Revolucionarias de 1859 a 1861 y del Comité de Tierras Públicas de 1861 a 1863. En este último papel, su comité manejó la Ley de Asentamientos Rurales de 1862. Fue considerado uno de los "republicanos radicales" debido a su apoyo a los derechos civiles afroestadounidenses y la creencia de que no solo no se debería permitir que la esclavitud se expandiera, sino que debería prohibirse en los estados donde existía actualmente.
En 1861, Potter fue uno de los participantes en la Conferencia de Paz de 1861, que no logró evitar la Guerra de Secesión. Fue derrotado en su carrera por la reelección en 1862 por su compañero abogado nacido en Maine James S. Brown, un demócrata que había sido fiscal y alcalde de Milwaukee, y que sería derrotado al año siguiente por un general republicano. Durante la campaña, su hijo Alfred C. Potter se había alistado en la 28.ª Infantería de Wisconsin en agosto de 1862 como sargento, pero sería reclutado en abril siguiente y comenzó a recibir una pensión en 1896.

## Carrera post-congresional
Después de que terminó el mandato de Potter en el Congreso a principios de 1863, declinó el nombramiento como gobernador del Territorio de Dakota y su esposa murió en mayo de 1863 en Washington D. C., dejando a Potter viudo con un hijo de diez años. La administración de Lincoln luego nombró a Potter como cónsul general de los Estados Unidos en la Provincia Unida de Canadá controlada por los británicos desde 1863 hasta 1866. Así, Potter residió en lo que entonces era la capital canadiense de Montreal, en el Bajo Canadá.
En 1866, Potter regresó a East Troy, Wisconsin donde reanudó su práctica legal.

## Vida personal
Se casó con Frances Elizabeth Lewis Fox Potter (1818–1863) de Portland, Maine. Su hijo John Kendall Potter (1853–1864) apenas sobrevivió a su madre. Sin embargo, sus hijos Rebecca (1841-1908), Alfred (1843-1915) y Frances (1847-después de 1900) sobrevivieron y tuvieron hijos.
Potter falleció en su casa el 18 de mayo de 1899. Fue enterrado junto a su esposa en la parcela familiar en el cementerio de Oak Ridge en East Troy. La Sociedad Histórica de Wisconsin recibió su cuchillo.